# Jean-Pierre Ricard
Jean-Pierre Ricard (Marseille, 26. rujna 1944.) francuski je prelat Katoličke Crkve koji je bio nadbiskup Bordeauxa od 2001. do 2019. godine. Kardinal je od 2006. godine. Prethodno je pet godina bio biskup Montpelliera, a prije toga pomoćni biskup u Grenobleu. Od 2001. do 2007. bio je predsjednik Francuske biskupske konferencije.
Bio je jedan od kardinala izbornika koji su sudjelovali na papinskoj konklavi 2013. godine na kojoj je izabran papa Franjo.